# Eleições parlamentares europeias de 2014 (Chipre)
As eleições parlamentares europeia de 2014 no Chipre, realizaram-se a 25 de maio e, serviram para eleger os 6 deputados nacionais ao Parlamento Europeu.

## Resultados Oficiais
| Partido                 | Partido                                  | Votos   | %               | +/-   | Deputados | +/-     |
| ----------------------- | ---------------------------------------- | ------- | --------------- | ----- | --------- | ------- |
|                         | Aliança Democrática                      | 97 732  | 37,75 / 100,00  | 2,10  | 2 / 6     | Estável |
|                         | Partido Progressista do Povo Trabalhador | 69 852  | 26,98 / 100,00  | 7,92  | 2 / 6     | Estável |
|                         | Partido Democrata                        | 28 044  | 10,83 / 100,00  | 1,45  | 1 / 6     | Estável |
|                         | EDEK - KOP                               | 19 894  | 7,68 / 100,00   | 3,67  | 1 / 6     | Estável |
|                         | Aliança dos Cidadãos                     | 17 549  | 6,78 / 100,00   | Novo  | 0 / 6     | Novo    |
|                         | Mensagem de Esperança                    | 9 907   | 3,83 / 100,00   | Novo  | 0 / 6     | Novo    |
|                         | Frente Popular Nacional                  | 6 957   | 2,69 / 100,00   | 2,48  | 0 / 6     | Estável |
|                         | Levent Sener (Político independente)     | 2 718   | 1,05 / 100,00   | Novo  | 0 / 6     | Novo    |
|                         | Outros                                   | 6 261   | 2,42 / 100,00   |       | 0 / 6     |         |
| Votos Inválidos         | Votos Inválidos                          | 7 977   | 2,99 / 100,00   | 1,02  |           |         |
| Total                   | Total                                    | 266 891 | 100,00 / 100,00 |       | 6 / 6     |         |
| Eleitorado/Participação | Eleitorado/Participação                  | 606 916 | 43,97 / 100,00  | 15,43 |           |         |
| Fonte                   | Fonte                                    | [ 1 ]   | [ 1 ]           | [ 1 ] | [ 1 ]     | [ 1 ]   |